# Kilian Binapfl
Kilian Matthias Binapfl (Friedberg, 1º gennaio 2000) è un cestista tedesco.